# Megan Connolly
Megan Connolly (Cork, 7 marzo 1997) è una calciatrice irlandese, centrocampista della Lazio e della nazionale irlandese.

## Carriera

### Club e calcio universitario

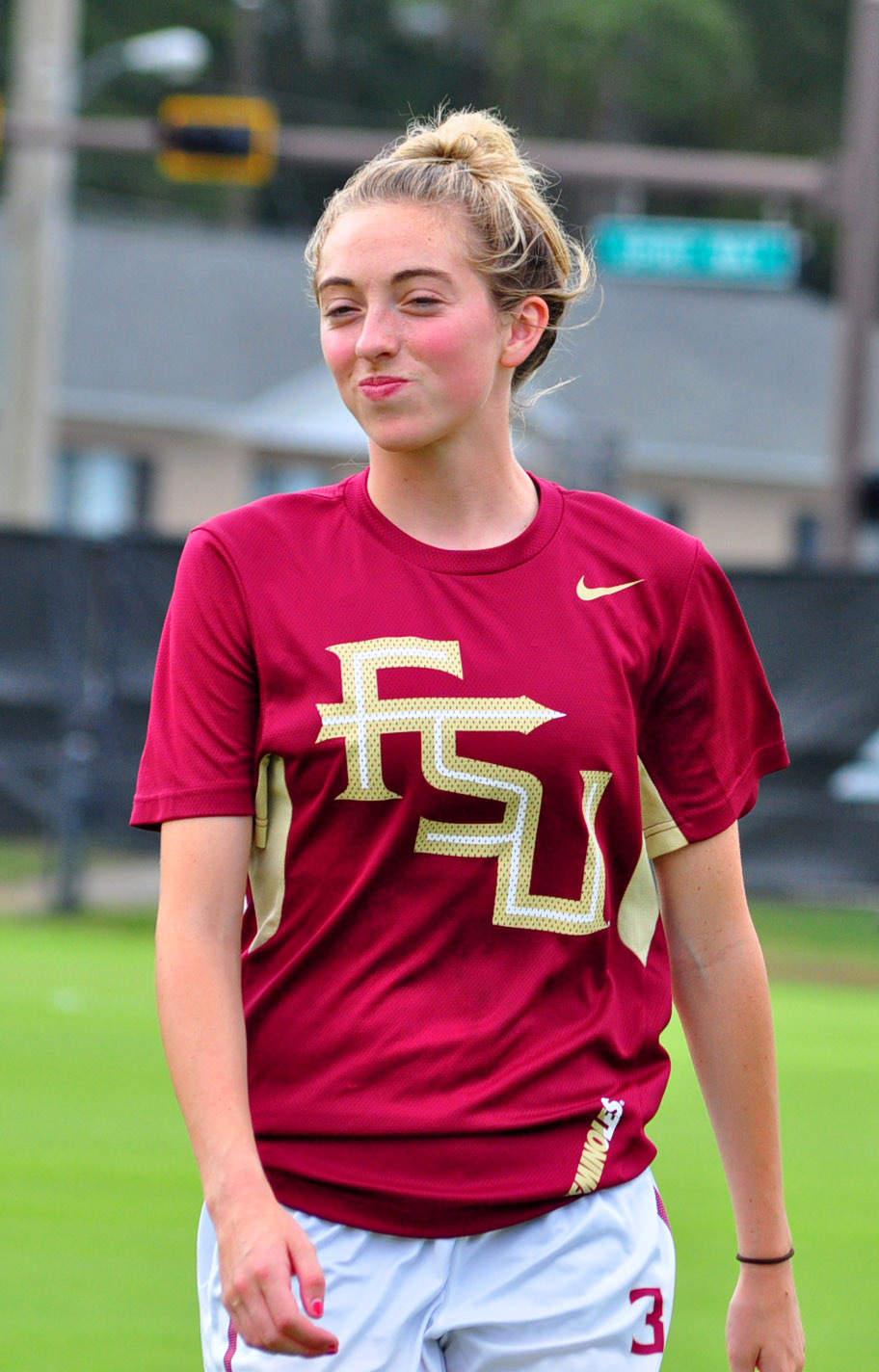
Connolly nel 2015 con il

Nata nel 1997 a Cork, nell'Irlanda meridionale, inizia a giocare a calcio a 6 anni, nel 2003, con il College Corinthians di Douglas. In gioventù pratica anche il calcio gaelico, decidendo in seguito di concentrarsi solo sul calcio, giocando oltre che nel College Corinthians anche con la squadra del suo liceo, il Christ King Girls.
A 18 anni, nel 2015, si trasferisce negli Stati Uniti, andando a studiare all'Università statale della Florida di Tallahassee, dove milita nella squadra universitaria, il FSU Seminoles.
Ad inizio 2019 ritorna in Europa, firmando il suo primo contratto da professionista, di mezza stagione con le inglesi del Brighton & Hove, in FA Women's Super League, massima serie. Debutta il 10 febbraio, alla 16ª giornata di campionato, schierata titolare nel pareggio per 0-0 in trasferta contro il Bristol City.
Rimane con il club della città della contea dell'East Sussex per altre tre stagioni, condividendo con le compagne la migliore prestazione della propria squadra nella stagione 2020-2021, con il Brighton & Hove che termina al 6º posto in campionato, accumulando in tutto 58 presenze con 4 reti in Women's Super League.
Durante la sessione estiva di calciomercato 2023 viene data la notizia del suo trasferimento al Bristol City, al ritorno in Women's Super League dopo due anni in Women's Championship. Sotto la guida tecnica di Lauren Smith Connoly, nominata capitano, affronta una stagione difficile, dove la sua squadra non si dimostra in grado al livello delle avversarie più forti, concludendo il campionato al dodicesimo ed ultimo posto. Con la retrocessione la centrocampista decide di lasciare il club con un tabellino personale di 22 presenze, con una rete siglata, in campionato, alle quali si aggiungono le tre tra FA Cup e FA League Cup.
L'8 agosto 2024 viene comunicato il suo trasferimento alla Lazio, acquisto nell'ambito di rafforzamento dell'organico per il ritorno in Serie A del club italiano. L'8 marzo 2025 segna la sua prima rete in biancoceleste, nella vittoria per 0-4 in casa del Napoli.

### Nazionale
Nel 2012 ottiene le sue prime presenze in competizioni ufficiali con le nazionali giovanili irlandesi, disputando con l'Under-17 6 gare delle qualificazioni all'Europeo Under-17 2013, segnando 4 reti. Nel 2013 gioca altre 6 partite di qualificazione all'Europeo in Inghilterra, realizzando altre 5 reti.
Nel 2014 passa in Under-19, partecipando alle qualificazioni e alla fase finale dell'Europeo di categoria in Norvegia, nel quale realizza la rete della vittoria per 2-1 contro la Svezia nell'ultima gara della fase a gironi. Le irlandesi vincono il loro girone a punteggio pieno, venendo però eliminate in semifinale dai Paesi Bassi, poi campioni. Connolly disputa anche 3 gare nelle qualificazioni all'Israele 2015 e 3 in quelle di Slovacchia 2016, segnando rispettivamente 3 e 5 gol.
Il 23 gennaio 2016 debutta in nazionale maggiore, entrando al 69' dell'amichevole persa per 5-0 in trasferta a San Diego contro gli Stati Uniti al posto di Ruesha Littlejohn.
Segna la sua prima rete il 7 giugno dello stesso anno, realizzando dopo 3 minuti la rete del vantaggio nel successo interno per 9-0 a Dublino contro il Montenegro, nelle qualificazioni all'Europeo 2017 nei Paesi Bassi.